# 포르자 모터스포츠 3

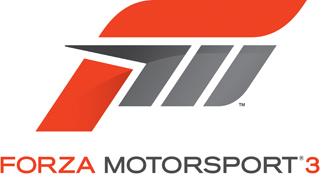

포르자 모터스포츠 3(영어: Forza Motorsport 3)는 포르자 모터스포츠 2의 후속작으로 2009년 10월 23일 발매된 엑스박스 360용 레이싱게임이다. 국내의 현대자동차 제네시스 쿠페를 포함 50종류의 자동차회사들의 약 400개 종류의(얼티메이트 버전과 다운로드 컨텐츠 차 종류 수까지 포함하면 500가지 이상) 자동차와 100종류 이상의 자동차 경주용 서킷이 포함되어 있다.

## 사운드트랙
랜스 헤이스(Lance Hayes, DJ Drunken Master)가 작곡하였고, 2009년 12월 판매용과 아이튠즈 스토어에 디지털 다운로드를 통해 발매되었다.
| #             | 제목                              | 재생 시간 |
| ------------- | --------------------------------- | --------- |
| 1.            | 〈Riding the Rail〉               | 4:54      |
| 2.            | 〈Visual Installation〉           | 5:39      |
| 3.            | 〈Japanese Four Star〉            | 4:50      |
| 4.            | 〈Base Telemetry〉                | 5:35      |
| 5.            | 〈Additional Controller〉         | 5:22      |
| 6.            | 〈Superleggera〉                  | 5:32      |
| 7.            | 〈Dialed-In〉                     | 5:42      |
| 8.            | 〈Elapsed Time〉                  | 5:29      |
| 9.            | 〈Van Air〉                       | 5:29      |
| 10.           | 〈Road Side〉                     | 5:13      |
| 11.           | 〈This Final Lap〉                | 5:34      |
| 12.           | 〈X Track〉                       | 6:34      |
| 13.           | 〈Borrowed Time Feat. Sub Focus〉 | 4:42      |
| 총 재생 시간: | 총 재생 시간:                     | 65:53     |

## 같이 보기
- 경주 게임